# Francisco Mosquera
Francisco Mosquera Sánchez (Piedecuesta, 25 de mayo de 1941-Bogotá, 1 de agosto de 1994) fue un político colombiano, fundador del Movimiento Obrero Independiente y Revolucionario (MOIR) y líder de este hasta su fallecimiento.

## Biografía
Nacido el 25 de mayo de 1941 en Piedecuesta, trabajó como columnista en la Vanguardia Liberal. Se trasladó a Bogotá a cursar estudios universitarios y, desencantado con el liberalismo, entró a militar en el Movimiento Obrero Estudiantil y Campesino hacia 1963.
En 1969 fundó el Partido del Trabajo de Colombia, que un año después pasaría a llamarse Movimiento Obrero Independiente y Revolucionario , organización política que lideró hasta su fallecimiento, que se produjo el 1 de agosto de 1994 en Bogotá, siendo sepultado en el Cementerio Central.

## Estudios
Estudió los últimos dos años de secundaria en el Colegio Santander donde inició la carrera de dirigente político, cuando se puso al frente de una huelga estudiantil que involucró muchos otros colegios hasta a la Universidad Industrial de Santander. Posteriormente, viajó a Bogotá, donde inició la carrera de Derecho en la Universidad Nacional de Colombia, trabajó fugazmente en El Espectador (periódico) y tomó contacto, casi simultáneamente, con la ideología marxista. Tras una huelga en respaldo a los obreros de Ecopetrol fue expulsado de la universidad y estudió luego por un breve período en la universidad Externado de Colombia.

## Pensamiento
Inicialmente defensor de posiciones liberales, fue crítico con el foquismo y a comienzos de la década de 1960 sus ideas experimentaron una evolución hacia el maoísmo. De acuerdo con Urrego Ardila se mostró contrario a la lucha armada en caso de no cumplirse determinadas condiciones, así como rechazó métodos tales como el secuestro, la extorsión y el terrorismo.

## Legado
Se han creado dos institutos bajo su nombre el Instituto de Capacitación Obrera e Investigaciones Sociales Francisco Mosquera y el Instituto Francisco Mosquera.

## Obras publicadas
- Mosquera, Francisco (2009). Resistencia civil: "el material de los barcos y el alma de los partidos no se prueban en la calma sino en plena tempestad". Tribuna Roja Editores. p. 401. ISBN 9789584459503.
- Mosquera, Francisco (2009). Unidad y combate. Tribuna Roja Editores. p. 313. ISBN 9789584459510.
- Mosquera, Francisco (2009). Fogoneros de la revolución. Tribuna Roja Editores. p. 276. ISBN 9789584458704.
- Mosquera, Francisco (1983). Las caóticas implicaciones del "sí se puede". University of Texas: Editor Tribuna Roja. p. 103. ISBN 9789584458704.
- Mosquera, Francisco; Vieira, Gilberto; Sánchez, Ricardo; Collazos, Óscar; Valverde, Umberto (1973). Colombia: tres vías a la revolución: Partido Comunista: Gilberto Vieira; MOIR: Francisco Mosquera; Tendencia Socialista: Ricardo Sánchez. University of Texas: Círculo Rojo Editores. p. 208.